# 571
Évszázadok: 5. század – 6. század – 7. század
Évtizedek: 520-as évek – 530-as évek – 540-es évek – 550-es évek – 560-as évek – 570-es évek – 580-as évek – 590-es évek – 600-as évek – 610-es évek – 620-as évek
Évek: 566 – 567 – 568 – 569 –  570 – 571 – 572 – 573 – 574 – 575 – 576

## Események

### Bizánci Birodalom
- Ióannész Szkholasztikosz (Skolasztikus János) konstantinápolyi pátriárka megpróbálja kompromisszumos megoldással összebékíteni az ortodox khalkédóni és a monofizita hitelveket, de javaslatát az utóbbi hívei elutasítják. Az eddig türelmes valláspolitikát folytató II. Iusztinosz császár erre monofizitaellenes rendeletet hoz, amelyet bebörtönzés terhe mellett minden püspökkel aláírat, valamint bezáratja Konstantinápolyban a monofizita templomokat.
- Örményországban II. Vardan Mamikonjan vezetésével felkelés kezdődik a perzsa Szászánidák uralma ellen.

### Európa
- Meghal I. Liuva vizigót király (bizonytalan időpont, 570-574 között halt meg). Fivére és uralkodótársa, Liuvigild marad az állam egyetlen feje. Liuvigild folyamatosan támadja a Bizánci Birodalom délkelet-ibériai provinciáját, Spaniát és ebben az évben elfoglalja Medina Sidoniát és (vagy a következő évben) Córdobát.
- Zotto longobárd törzsfő betör Campaniába, összecsap a bizánci erőkkel, majd Közép-Itália keleti felén, Beneventóban állítja fel székhelyét, megalapítva a Beneventói Hercegséget.
- Cynric wessexi király fia, Cuthwulf legyőzi a britonokat a bedcanfordi csatában és elfoglalja Limbury, Aylesbury, Benson és Eynsham városokat. Ezután még ebben az évben meghalt.
- Meghal Wehha, a Kelet-angliai Királyság első ismert királya. Utóda fia, Wuffa.

### Kína
- Az Északi Csi dinasztia császárának, Kao Vejnek az öccse, Kao Jen meggyilkolja az általa gyűlölt Ho Si-kaj főminisztert (Hu anyacsászárné szeretőjét), majd támogatói biztatására fellázad a bátyja ellen. A hadsereg azonban lojális marad a császárhoz, Kao Jent elfogják és később megfojtják.

### Japán
- 62 éves korában meghal Kinmei császár. Utóda második fia, Bidacu.

## Halálozások
- Kinmei, japán császár
- I. Liuva, vizigót király
- Wehha, kelet-angliai király
- Szent Jared, akszúmi vallási zeneszerző

## Fordítás
- Ez a szócikk részben vagy egészben  a(z)   571 című angol Wikipédia-szócikk ezen változatának fordításán alapul.  Az eredeti cikk szerkesztőit annak laptörténete sorolja fel. Ez a jelzés csupán a megfogalmazás eredetét és a szerzői jogokat jelzi, nem szolgál a cikkben szereplő információk forrásmegjelöléseként.